# Richard Borshay Lee
Richard Borshay Lee (Canadá, 20 de septiembre de  1937), citado como Richard Lee, es un antropólogo canadiense. Estudió en la Universidad de Toronto y en la Universidad de California en Berkeley, donde hizo su doctorado. Es profesor emérito de antropología en la Universidad de Toronto. Sus investigaciones se han centrado en pueblos aborígenes de Botsuana y Namibia, especialmente en su ecología e historia.
Ha sido reconocido por su trabajo sobre los !Kung, y ganó el premio Anisfield-Wolf Book Award de 1980 por su libro The !Kung San: Men, Women, and Work in a Foraging Society.
En 1966, junto a Irven DeVore, antropólogo y biólogo evolutivo, Lee organizó en la Universidad de Chicago la célebre e influyente conferencia titulada Man the Hunter (El hombre cazador).
En 2003, Anthropologica, el periódico de la Canadian Anthropology Society, dedicó su edición a la obra de Richard Lee. Recientemente, Lee publicó The Cambridge Encyclopedia of Hunter-Gatherers, en marzo de 2005.

## Publicaciones selectas
- Subsistence Ecology of !Kung Bushmen (1965), conferencia, University of California, Berkeley.
- The !Kung San: Men, Women and Work in a Foraging Society (1979), Cambridge y New York: Cambridge University Press.
- The Dobe Ju/'hoansi (2003), 3rd ed., Thomson Learning/Wadsworth.

## Premios
- 1980 Anisfield-Wolf Book Award por The !Kung San: Men, Women, and Work in a Foraging Society.[1]
- 1980 Herskovits Award of the African Studies Association por The !Kung San: Men, Women, and Work in a Foraging Society.[4]